# Obermehler

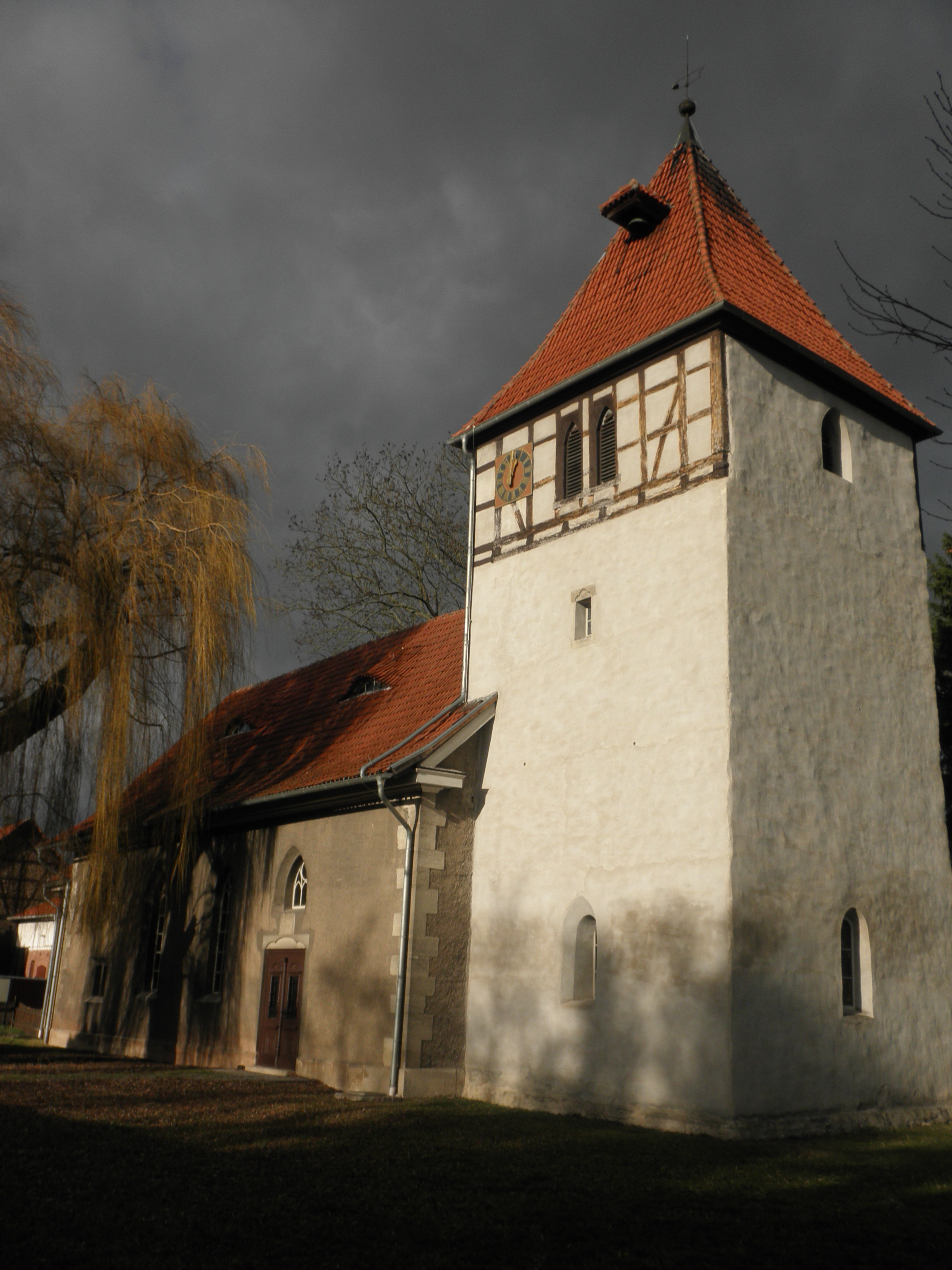
Kirche St. Ullrich in Obermehler

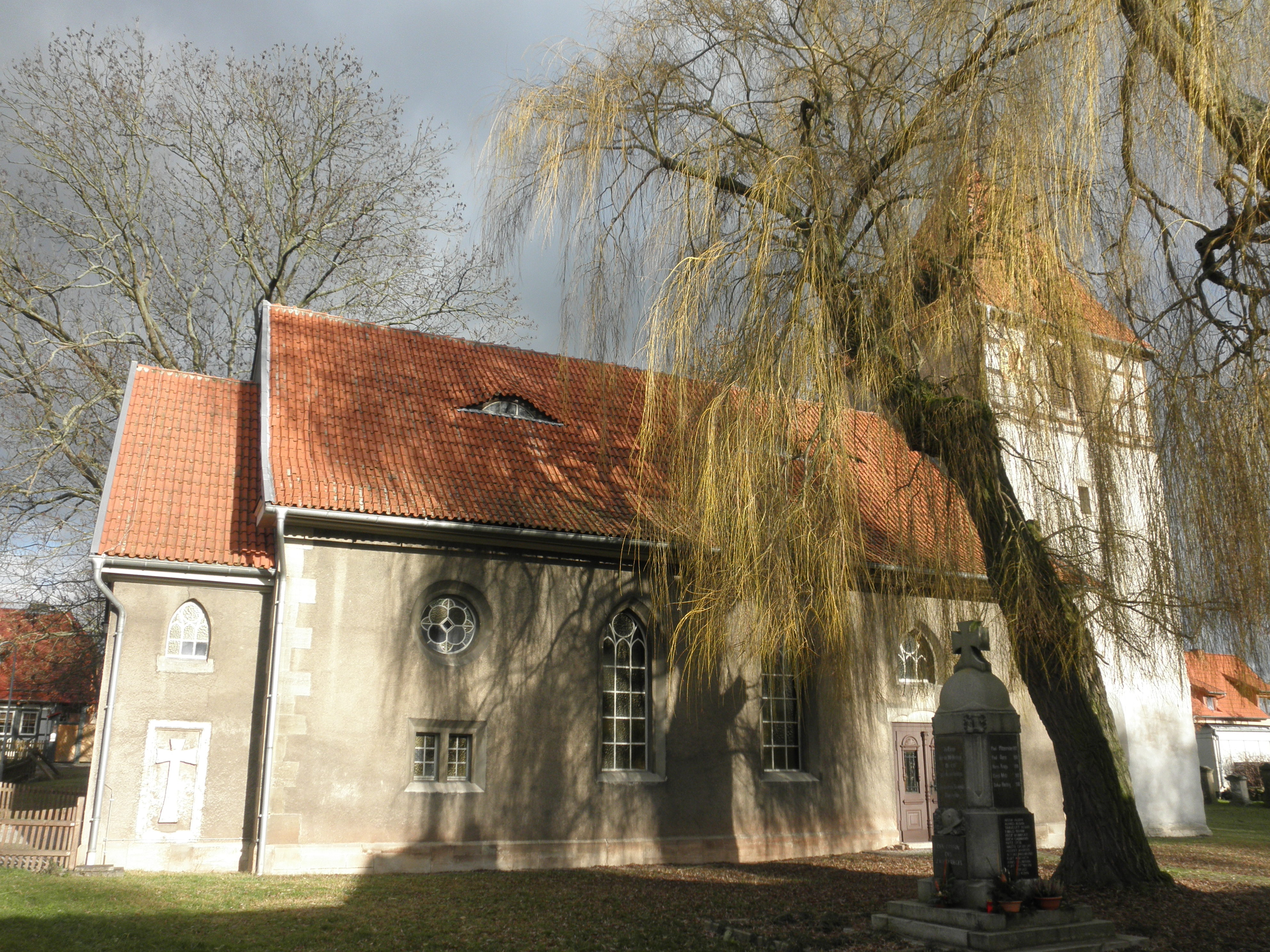
Kirche St. Ullrich in Obermehler

Obermehler ist ein Ortsteil der Stadt und Landgemeinde Nottertal-Heilinger Höhen im Unstrut-Hainich-Kreis in Thüringen.

## Geografie
Obermehler befindet sich zwölf Kilometer (Luftlinie) nordöstlich der Kreisstadt Mühlhausen/Thüringen.
Der Ort besteht aus vier Ortsteilen: Obermehler, Großmehlra, Siedlung Pöthen und Siedlung Am Flughafen.
Geologisch liegt der Ort im Nordwesten des Schlotheimer Grabens, an der Nahtstelle des Thüringer Beckens zur Südostabdachung des Dün. Im Volkenroder Wald, einem ausgedehnten Waldgebiet westlich der Ortslage Obermehler, befindet sich die höchste Erhebung des Ortes (364,1 m ü. NN). In der Flur Obermehlers liegt das Quellgebiet der Notter, die alle Ortsteile durchfließt.

## Geschichte
Die erste urkundliche Erwähnung bezieht sich auf Vorgänge, welche die Herren von Mehler betrafen, deren Adelssitz östlich von Obermehler bestand. Ein im Park Pöthen erwähnter flacher Hügel wurde als Burghügel gedeutet, eine archäologische Untersuchung ist aber nicht mehr möglich.
Großmehlra gehörte von 1324 bis 1918 zum Fürstentum Schwarzburg-Sondershausen. Obermehler war von 1645 bis 1918 ein Ort im Herzogtum Sachsen-Gotha. Er gehörte bis ins 19. Jahrhundert zum Amt Volkenroda, welches eine Exklave des Herzogtums Sachsen-Gotha war.
Mit der Entdeckung von Kalisalzlagerstätten unter dem Deckgebirge begann um 1900 der Aufbau umfangreicher Förderanlagen und des dazu erforderlichen Eisenbahngleisnetzes.
Am 1. Juli 1950 wurde die bis dahin eigenständige Gemeinde Großmehlra eingegliedert.
Die Siedlung der Garnison Obermehler entstand 1954. Die sowjetische Militärbasis diente zum Betrieb des Militärflugplatzes, dieser wurde in den Folgejahren für MIG-Düsenjäger ausgebaut. 1993 wurde das Militärgelände übergeben und zur zivilen Nutzung bestimmt.
Von 1992 bis 1996 gehörte die einst selbständige Gemeinde der Verwaltungsgemeinschaft Menteroda an. Als diese am 1. August 1996 in die Gemeinde Menteroda überführt wurde, schloss sich Obermehler diesem Schritt nicht an, wodurch die damalige Stadt Schlotheim erfüllende Gemeinde für Obermehler wurde. Mit Eintritt Obermehlers in die neu gebildete Verwaltungsgemeinschaft Schlotheim im Jahr 1999 wurde die Beauftragung Schlotheims als erfüllende Gemeinde aufgehoben.
Am 31. Dezember 2019 schloss sich die Gemeinde Obermehler mit weiteren Gemeinden zur Stadt und Landgemeinde Nottertal-Heilinger Höhen zusammen. Die Gemeinden waren zuvor in der Verwaltungsgemeinschaft Schlotheim zusammengeschlossen, die gleichzeitig aufgelöst wurde.

### Einwohnerentwicklung
- 1995 – 1.123
- 2000 – 1.097
- 2005 – 1.032
- 2010 – 957
- 2014 – 837
- 2015 – 1.291
- 2016 – 1.515
- 2017 – 1.430
- 2018 – 1.245

Datenquelle: Thüringer Landesamt für Statistik
Knapp die Hälfte der Einwohner sind Flüchtlinge, die seit 2015 in den Wohnblocks außerhalb des Dorfs am Flugplatz zwischen Großmehlra und Schlotheim untergebracht wurden.

## Politik

### Verwaltung
Die einstige Gemeinde gehörte der Verwaltungsgemeinschaft Schlotheim an, die ihren Verwaltungssitz in der Stadt Schlotheim hatte.

### Ehemaliger Gemeinderat
Der Rat der Gemeinde Obermehler bestand aus 12 Ratsfrauen und Ratsherren.
- CDU 12 Sitze

(Stand: 26. Mai 2019)

### Ehemaliger Bürgermeister
Der letzte ehrenamtliche Bürgermeister Heiko Willfahrt (parteilos) wurde am 5. Juni 2016 ins Amt gewählt.

### Ergebnisse überlokaler Wahlen
- Landtagswahl in Thüringen 2019: Der Wahlkreiskandidat der AfD (Lars Schütze) erhielt in Obermehler 42,7 % der Stimmen, bei den Landesstimmen erzielte die AfD hier 41,7 %. Mit großem Abstand folgte die Wahlkreiskandidatin der Linken mit 22,4 %, während ihre Partei 23,7 % der Landesstimmen erreichte. Auf die CDU entfielen 21,4 % der Wahlkreisstimmen und 21,8 % der Landesstimmen, auf die SPD jeweils 7,2 %.[6]

## Wirtschaft und Infrastruktur
Die in der Flur befindlichen Kalischächte wurden 1990 stillgelegt. Inzwischen besitzt der als Verkehrslandeplatz (Flugplatz Obermehler-Schlotheim) ausgebaute ehemalige Militärflugplatz Schlotheim große wirtschaftliche Bedeutung für den auf Landwirtschaft ausgerichteten Ort.

## Persönlichkeiten
- Hugo Riemann (1849–1919), Musiktheoretiker, Musikhistoriker, Musikpädagoge und Musiklexikograph

## Kultur und Sehenswürdigkeiten

### Kirchen
In der Ortslage Obermehler befindet sich die romanische Chorturmkirche St. Ullrich aus dem 12. Jahrhundert, in Großmehlra steht die St. Vituskirche, wiederum eine Chorturmkirche, errichtet als einfacher Rechteckbau mit einem Ostturm, dessen Baudatum noch in romanische Zeit fallen könnte. Das heutige Kirchenschiff entstand 1913 als Rechteckbau mit Satteldach.  Beide Kirchen gehören zum Pfarramt Menteroda der Evangelisch-Lutherischen Kirche Mitteldeutschlands.

### Schachtanlagen
Die Ortschronik vermeldet einen Europarekord: die Schächte Pöthen I und II waren 1910 bis 1913 die tiefsten Schachtanlagen im Kalibergbau in Europa, die Abbautiefe war damals bereits bis auf Eintausend Meter gesteigert worden. Dies verteuerte jedoch die Fördertechnik immens.